# Эккенфельдер, Фридрих
Фридрих Эккенфельдер (нем. Friedrich Eckenfelder; 6 марта 1861, Берн — 11 мая 1938, Балинген, Германия) — немецкий художник-импрессионист.

## Жизнь и творчество
Ф. Эккенфельдер родился в бедной семье; его отец был сапожник, родом из Балингена (Вюртемберг), мать — служанка из Базеля. После рождения второго ребёнка в 1865 году семья переезжает в Балинген, родители Фридриха официально вступают в брак и его мать становится гражданкой Вюртемберга. Его дарование художника было замечено ещё в школьные годы. Заниматься живописью Эккенфельдер начинает в 14-летнем возрасте в рисовальном классе профессора Оскара Хёдлера в Ротвайле. В 1878 году Фридрих приезжает в Мюнхен и поступает там в Академию изобразительных искусств. В 1883 году он, со своей картиной «Наводнение в долине Неккара» впервые участвует в Международной художественной выставке в мюнхенском Стеклянном дворце. В 1888 году регент Баварии Лиутпольд покупает его полотно «Лошади перед плугом», в связи с чем имя Ф.Эккенфельдера впервые появляется в прессе. В 1909 году художник награждается Золотой медалью 2-го класса. В 1913 году его картина «Конный базар» выставляется на Международной выставке в мюнхенском Стеклянном дворце. Художник участвует в выставках в Берлине, Франкфурте-на-Майне, Штутгарте; его полотна покупает король Вюртемберга Вильгельм II.
Ф.Эккенфельдер был одним из основоположников такого художественного явления в Германии, как Мюнхенский сецессион. Он также рано определился с тематикой своих произведений. Уже в 1878 году Ф.Эккенфельдер характеризуется как художник-анималист. В 1880-е — 1890-е наиболее ярко в творчестве Ф.Эккенфельдера проявляется импрессионистская манера живописи, эти годы являются одними из самых плодотворных для него.
После окончания Первой мировой войны художник возвращается в Швабию, где продолжает писать полотна, изображающие лошадей, овечьи отары, а также городские виды знакомого ему с детства Балингена на фоне гор Швабского Альба. В 1928 году Ф.Эккенфельдеру присваивается звание почётного гражданина Балингена. В 1931 году в его честь называется одна из городских улиц, в 1978 году — художественная галерея при городском музее.

## Галерея

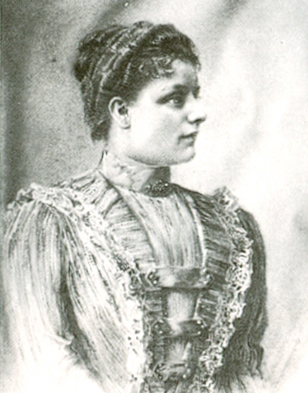
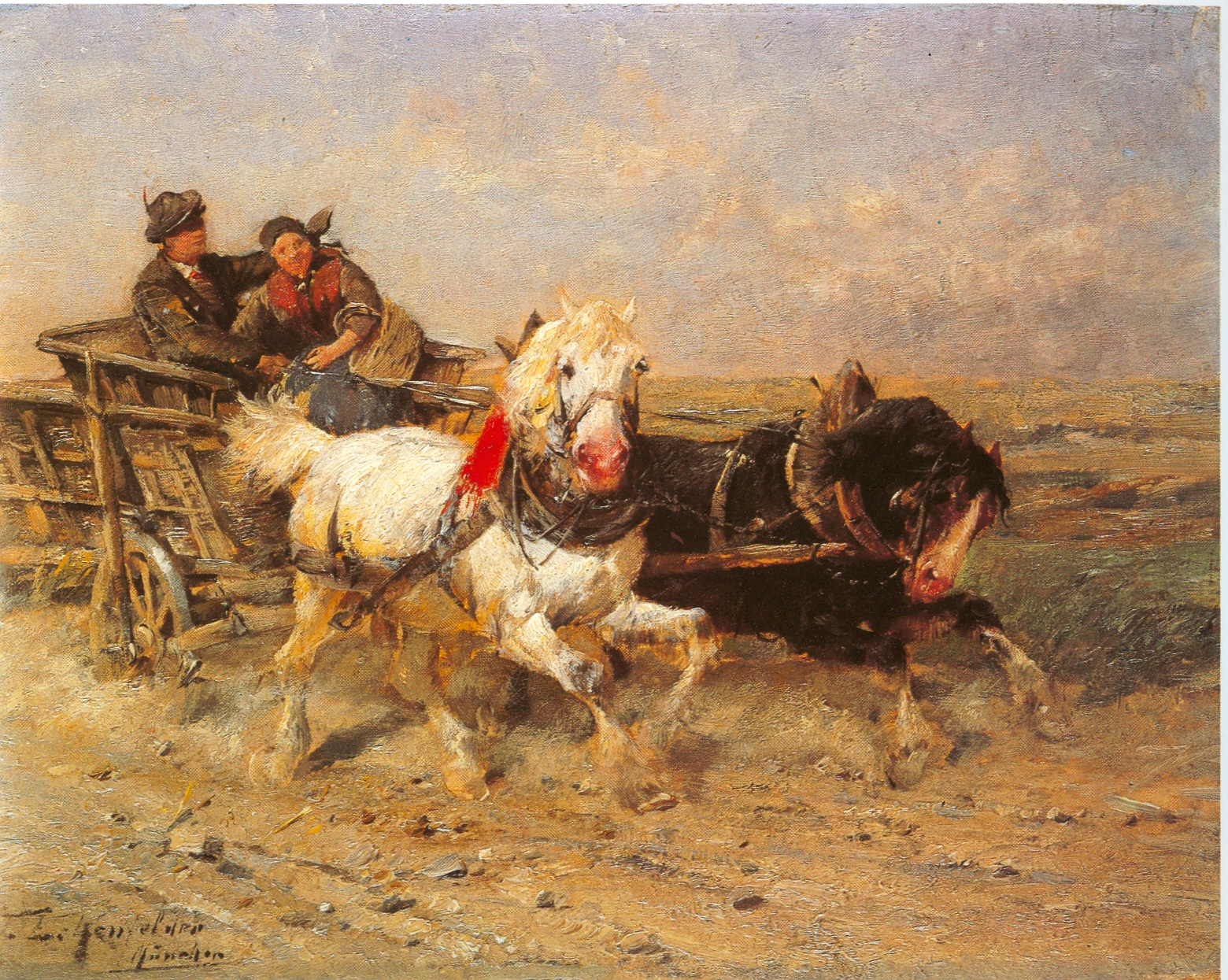
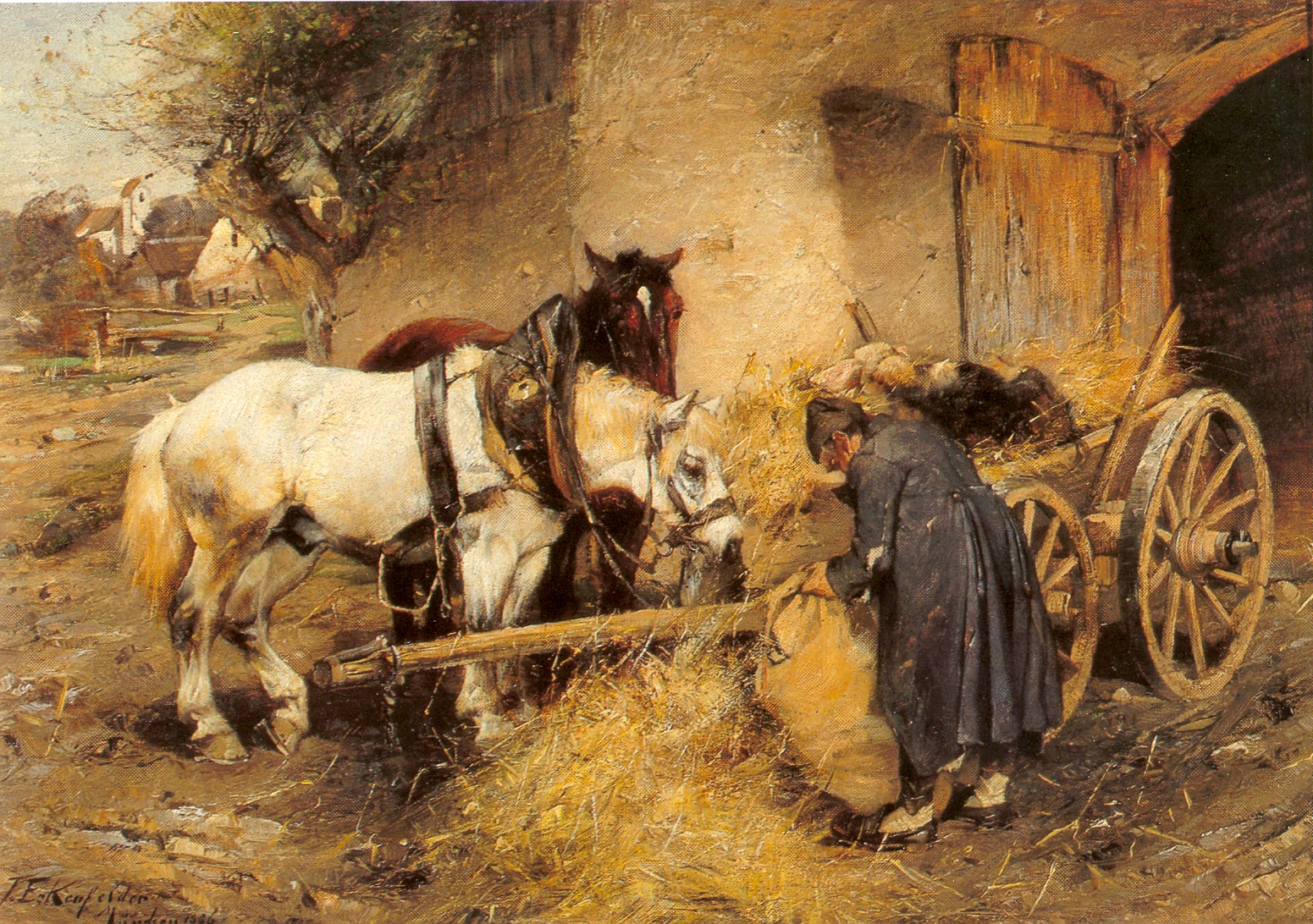
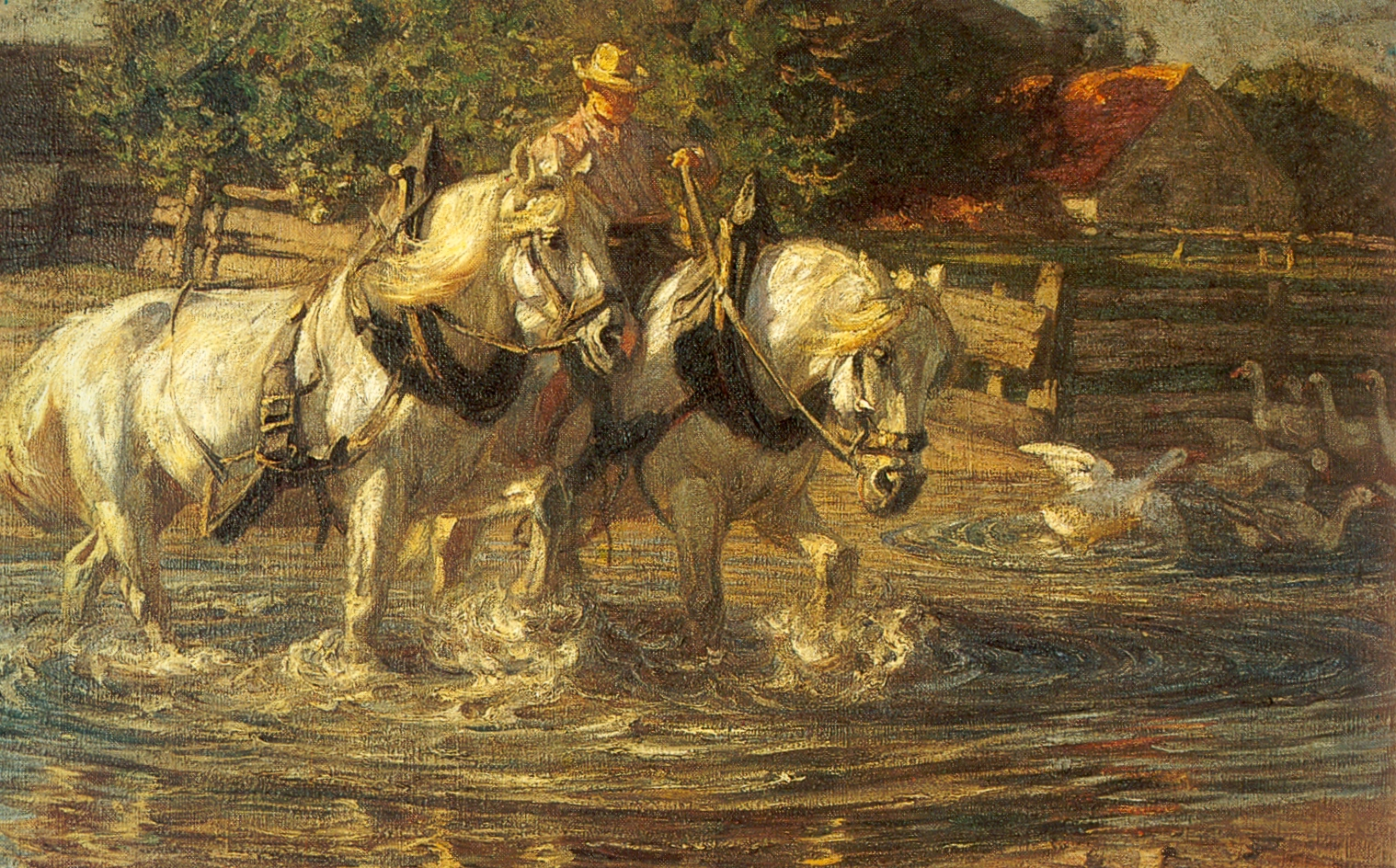
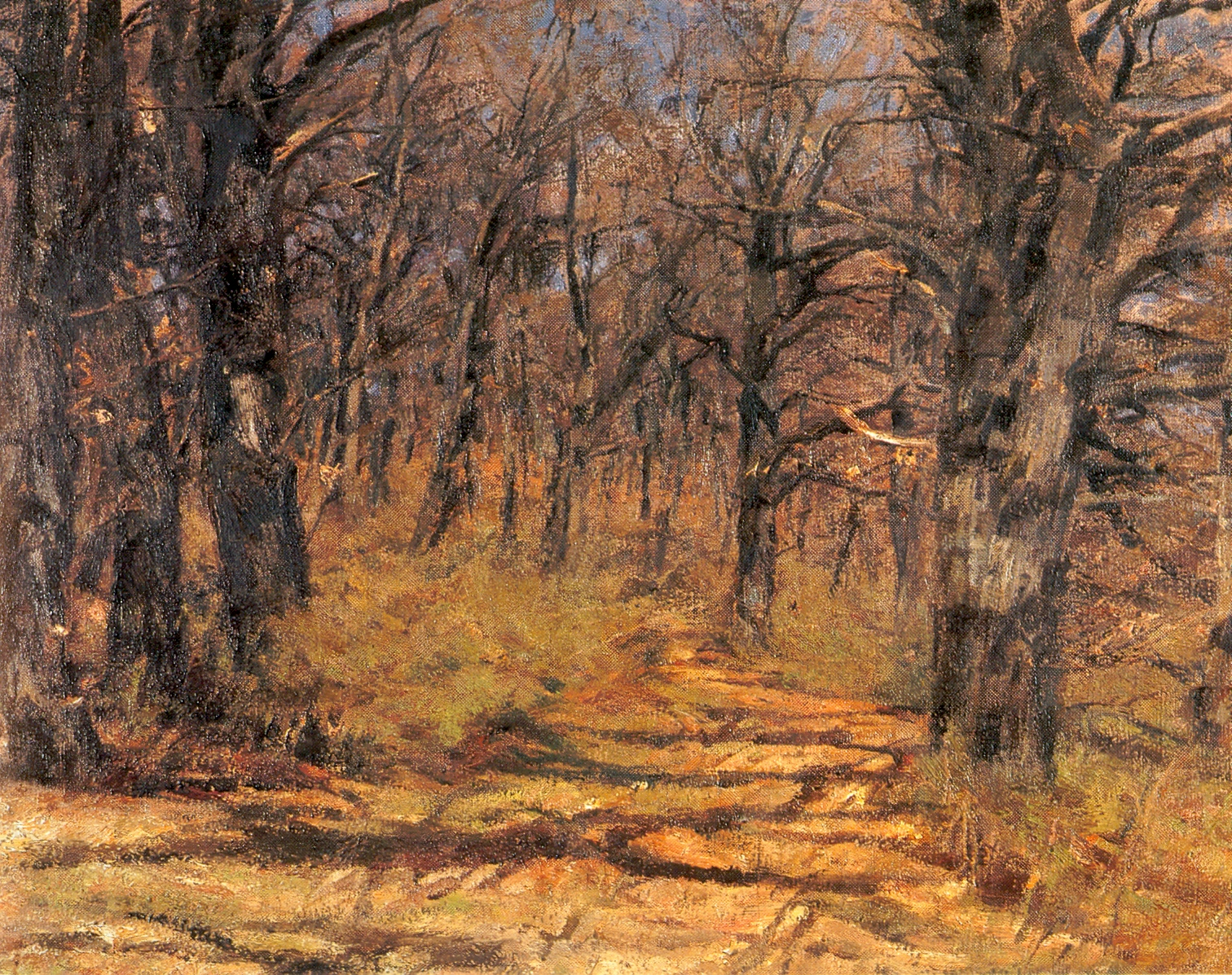
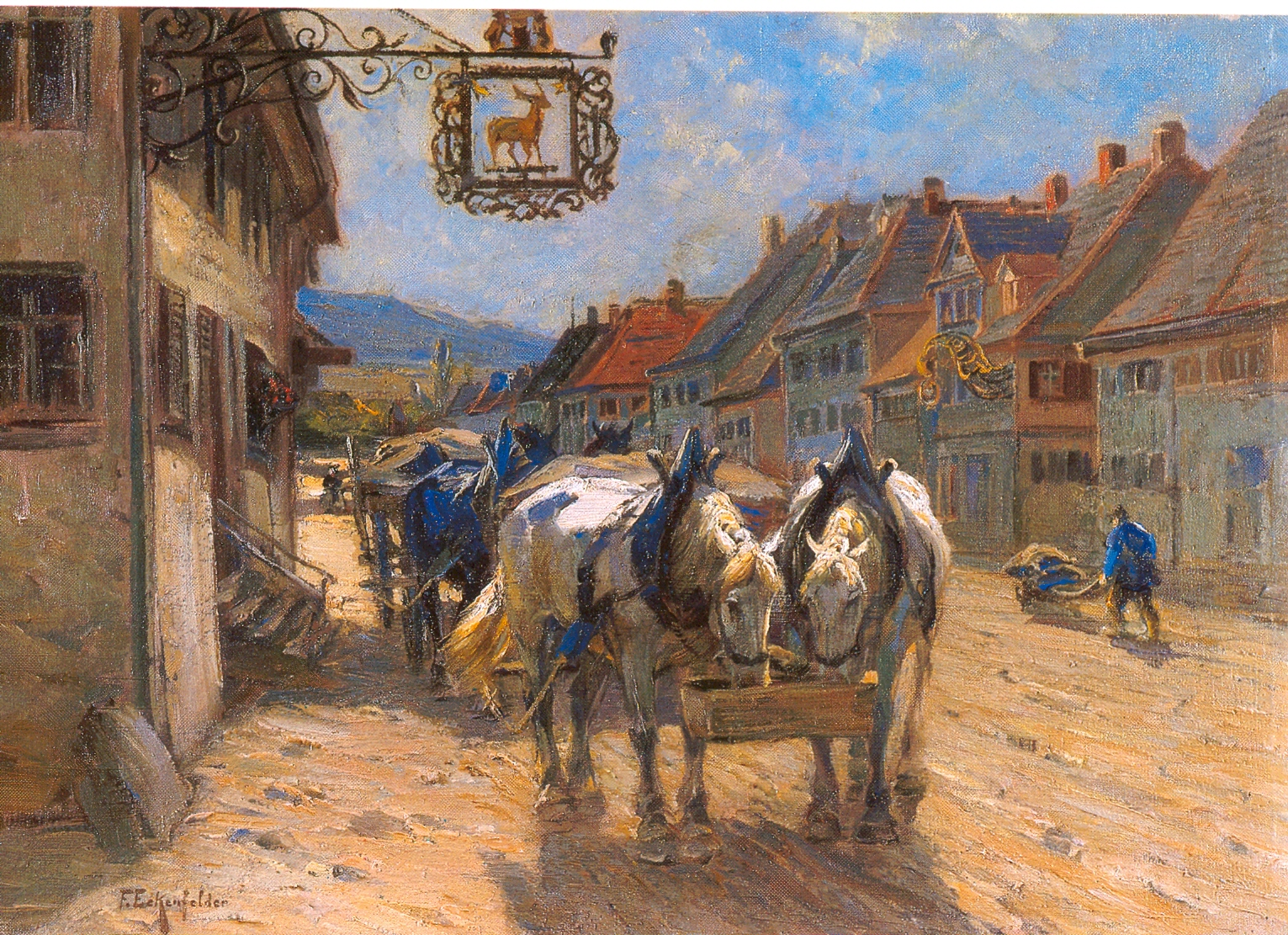
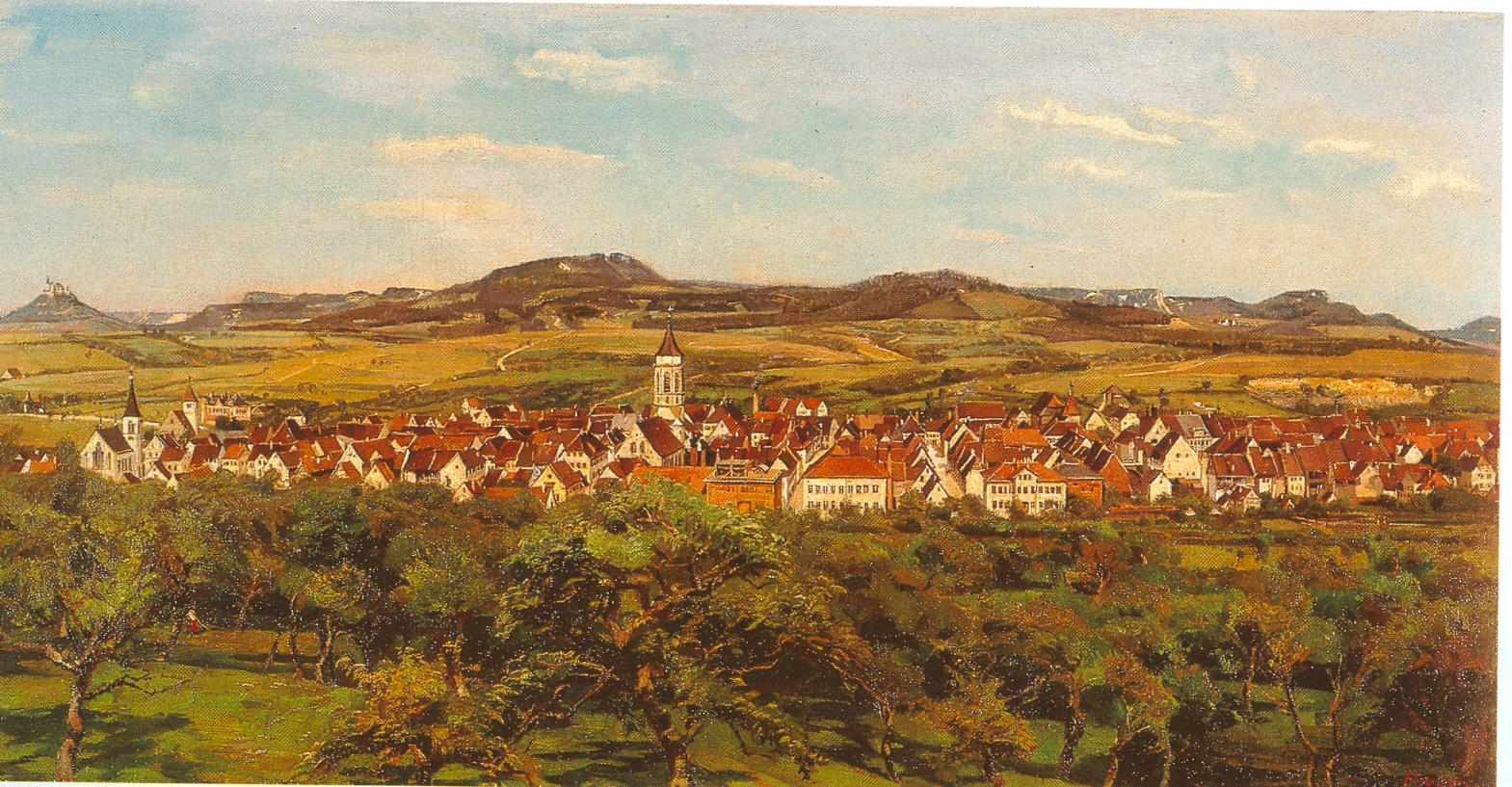
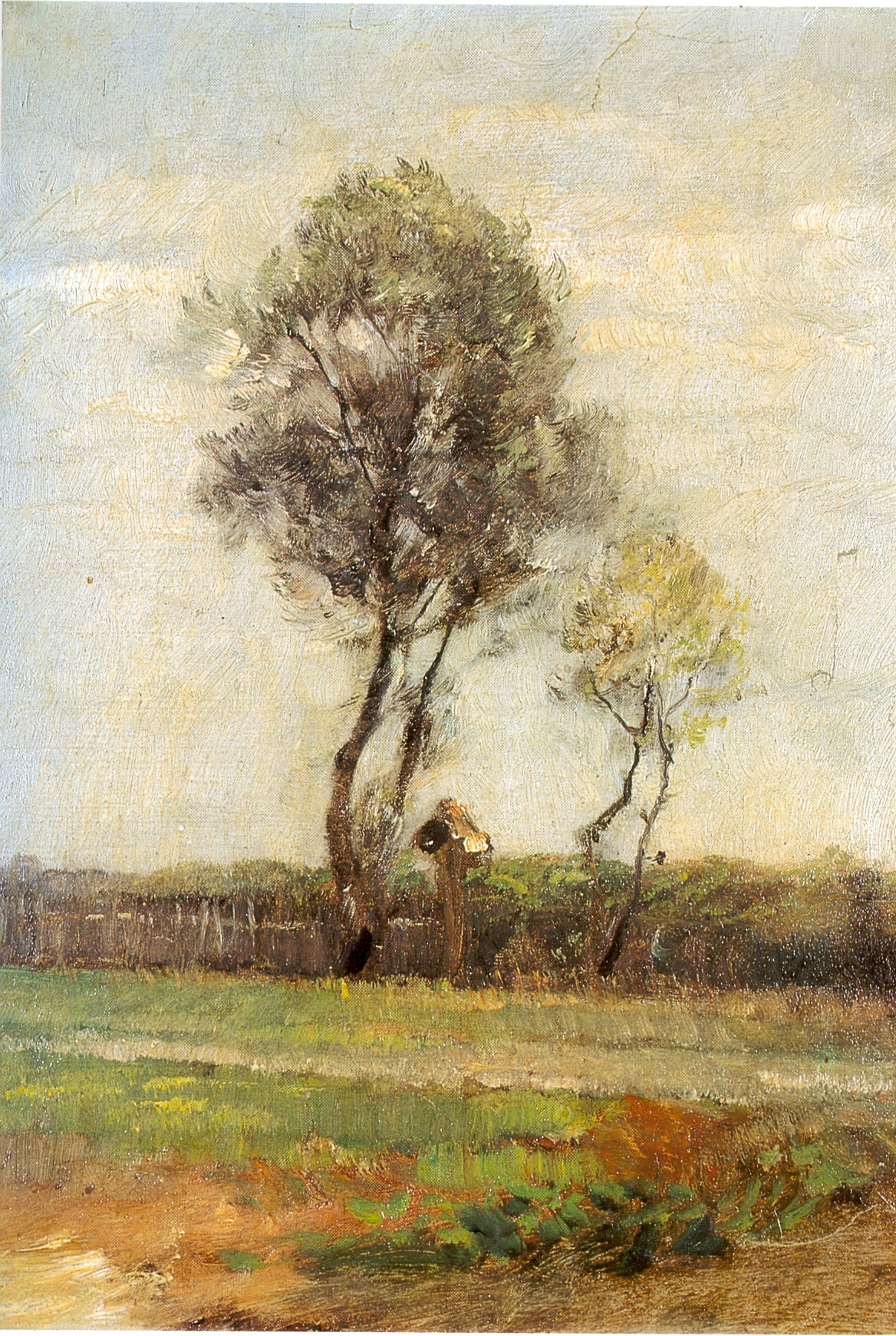
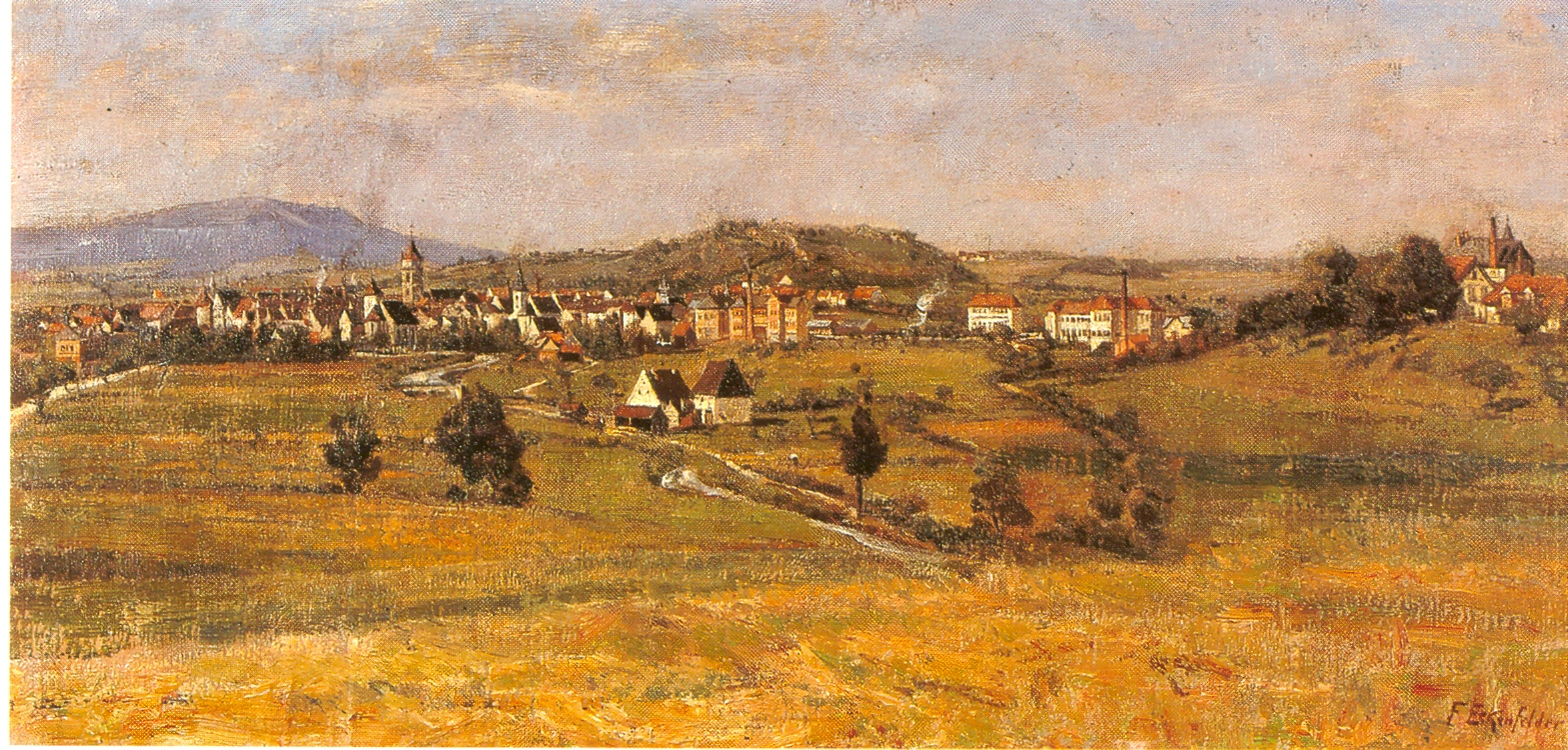
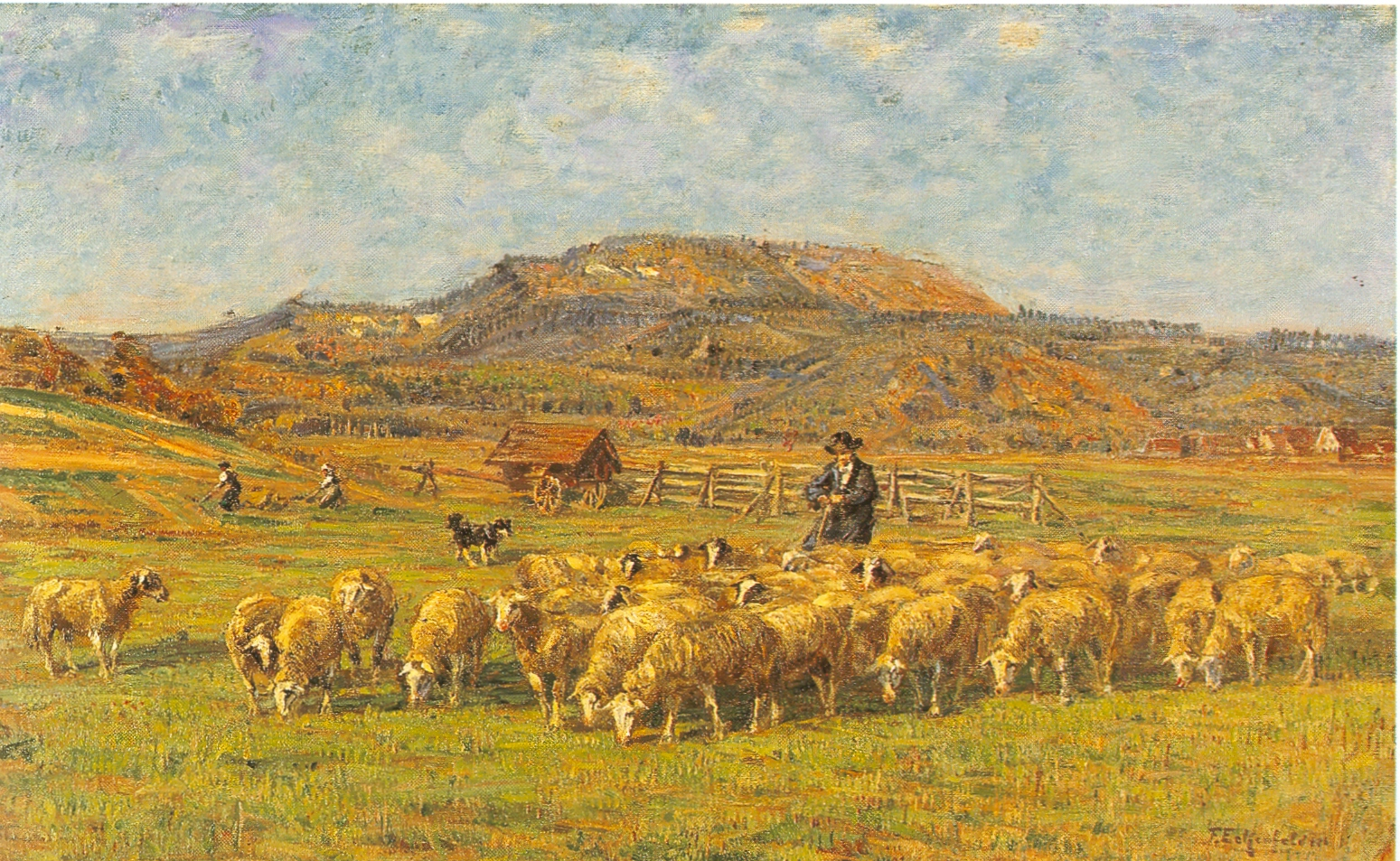